# Pearl City (Texas)
Pearl City è una comunità non incorporata degli Stati Uniti d'America, situata nella contea di DeWitt dello Stato del Texas.
Si trova all'incrocio tra la State Highway 111 e la Farm Road 951, appena ad ovest di Yoakum e 191 km a ovest di Houston.
La comunità deve il nome alla  birra Pearl della Pearl Brewing Company.